# Unicodeblock Tai-Xuan-Jing-Symbole
Der Unicodeblock Tai-Xuan-Jing-Symbole (Tai Xuan Jing Symbols, U+1D300 bis U+1D35F) enthält die zumeist aus Tetragrammen bestehenden Symbole des chinesischen philosophischen Werkes Taixuanjing von Yang Xiong aus der Zeit der Han-Dynastie.  
Siehe dazu auch Unicodeblock I-Ging-Hexagramme bzw. I Ging, dessen Hexagramm-Symbole in diesem Werk weiterentwickelt werden.
| Unicodenummer    | Zeichen (400 %) | Beschreibung                      | Offizielle Bezeichnung                    |
| ---------------- | --------------- | --------------------------------- | ----------------------------------------- |
| U+1D300 (119552) | 𝌀               | Monogramm für Erde                | MONOGRAM FOR EARTH                        |
| U+1D301 (119553) | 𝌁               | Digramm für himmlische Erde       | DIGRAM FOR HEAVENLY EARTH                 |
| U+1D302 (119554) | 𝌂               | Digramm für menschliche Erde      | DIGRAM FOR HUMAN EARTH                    |
| U+1D303 (119555) | 𝌃               | Digramm für irdischen Himmel      | DIGRAM FOR EARTHLY HEAVEN                 |
| U+1D304 (119556) | 𝌄               | Digramm für irdischen Mensch      | DIGRAM FOR EARTHLY HUMAN                  |
| U+1D305 (119557) | 𝌅               | Digramm für irdische Erde         | DIGRAM FOR EARTH                          |
| U+1D306 (119558) | 𝌆               | Tetragramm für Mitte              | TETRAGRAM FOR CENTRE                      |
| U+1D307 (119559) | 𝌇               | Tetragramm für Vollkreis          | TETRAGRAM FOR FULL CIRCLE                 |
| U+1D308 (119560) | 𝌈               | Tetragramm für Steckenbleiben     | TETRAGRAM FOR MIRED                       |
| U+1D309 (119561) | 𝌉               | Tetragramm für Barriere           | TETRAGRAM FOR BARRIER                     |
| U+1D30A (119562) | 𝌊               | Tetragramm für Geringhalten       | TETRAGRAM FOR KEEPING SMALL               |
| U+1D30B (119563) | 𝌋               | Tetragramm für Gegensätzlichkeit  | TETRAGRAM FOR CONTRARIETY                 |
| U+1D30C (119564) | 𝌌               | Tetragramm für Aufstieg           | TETRAGRAM FOR ASCENT                      |
| U+1D30D (119565) | 𝌍               | Tetragramm für Opposition         | TETRAGRAM FOR OPPOSITION                  |
| U+1D30E (119566) | 𝌎               | Tetragramm für Auszweigung        | TETRAGRAM FOR BRANCHING OUT               |
| U+1D30F (119567) | 𝌏               | Tetragramm für Mangelhaftigkeit   | TETRAGRAM FOR DEFECTIVENESS OR DISTORTION |
| U+1D310 (119568) | 𝌐               | Tetragramm für Auseinanderstreben | TETRAGRAM FOR DIVERGENCE                  |
| U+1D311 (119569) | 𝌑               | Tetragramm für Jugendlichkeit     | TETRAGRAM FOR YOUTHFULNESS                |
| U+1D312 (119570) | 𝌒               | Tetragramm für Verstärkung        | TETRAGRAM FOR INCREASE                    |
| U+1D313 (119571) | 𝌓               | Tetragramm für Durchdringung      | TETRAGRAM FOR PENETRATION                 |
| U+1D314 (119572) | 𝌔               | Tetragramm für Erreichen          | TETRAGRAM FOR REACH                       |
| U+1D315 (119573) | 𝌕               | Tetragramm für Berührung          | TETRAGRAM FOR CONTACT                     |
| U+1D316 (119574) | 𝌖               | Tetragramm für Zurückhaltung      | TETRAGRAM FOR HOLDING BACK                |
| U+1D317 (119575) | 𝌗               | Tetragramm für Warten             | TETRAGRAM FOR WAITING                     |
| U+1D318 (119576) | 𝌘               | Tetragramm für Folgen             | TETRAGRAM FOR FOLLOWING                   |
| U+1D319 (119577) | 𝌙               | Tetragramm für Fortschritt        | TETRAGRAM FOR ADVANCE                     |
| U+1D31A (119578) | 𝌚               | Tetragramm für Erleichterung      | TETRAGRAM FOR RELEASE                     |
| U+1D31B (119579) | 𝌛               | Tetragramm für Widerstand         | TETRAGRAM FOR RESISTANCE                  |
| U+1D31C (119580) | 𝌜               | Tetragramm für Leichtigkeit       | TETRAGRAM FOR EASE                        |
| U+1D31D (119581) | 𝌝               | Tetragramm für Freude             | TETRAGRAM FOR JOY                         |
| U+1D31E (119582) | 𝌞               | Tetragramm für Wettstreit         | TETRAGRAM FOR CONTENTION                  |
| U+1D31F (119583) | 𝌟               | Tetragramm für Bemühung           | TETRAGRAM FOR ENDEAVOUR                   |
| U+1D320 (119584) | 𝌠               | Tetragramm für Pflicht            | TETRAGRAM FOR DUTIES                      |
| U+1D321 (119585) | 𝌡               | Tetragramm für Veränderung        | TETRAGRAM FOR CHANGE                      |
| U+1D322 (119586) | 𝌢               | Tetragramm für Entschiedenheit    | TETRAGRAM FOR DECISIVENESS                |
| U+1D323 (119587) | 𝌣               | Tetragramm für kühne Entscheidung | TETRAGRAM FOR BOLD RESOLUTION             |
| U+1D324 (119588) | 𝌤               | Tetragramm für Packung            | TETRAGRAM FOR PACKING                     |
| U+1D325 (119589) | 𝌥               | Tetragramm für Legion             | TETRAGRAM FOR LEGION                      |
| U+1D326 (119590) | 𝌦               | Tetragramm für Geschlossenheit    | TETRAGRAM FOR CLOSENESS                   |
| U+1D327 (119591) | 𝌧               | Tetragramm für Verwandtschaft     | TETRAGRAM FOR KINSHIP                     |
| U+1D328 (119592) | 𝌨               | Tetragramm für Versammlung        | TETRAGRAM FOR GATHERING                   |
| U+1D329 (119593) | 𝌩               | Tetragramm für Strenge            | TETRAGRAM FOR STRENGTH                    |
| U+1D32A (119594) | 𝌪               | Tetragramm für Reinheit           | TETRAGRAM FOR PURITY                      |
| U+1D32B (119595) | 𝌫               | Tetragramm für Vollständigkeit    | TETRAGRAM FOR FULLNESS                    |
| U+1D32C (119596) | 𝌬               | Tetragramm für Aufenthalt         | TETRAGRAM FOR RESIDENCE                   |
| U+1D32D (119597) | 𝌭               | Tetragramm für Regel              | TETRAGRAM FOR LAW OR MODEL                |
| U+1D32E (119598) | 𝌮               | Tetragramm für Antwort            | TETRAGRAM FOR RESPONSE                    |
| U+1D32F (119599) | 𝌯               | Tetragramm für Zusammenkommen     | TETRAGRAM FOR GOING TO MEET               |
| U+1D330 (119600) | 𝌰               | Tetragramm für Begegnung          | TETRAGRAM FOR ENCOUNTERS                  |
| U+1D331 (119601) | 𝌱               | Tetragramm für Ofen               | TETRAGRAM FOR STOVE                       |
| U+1D332 (119602) | 𝌲               | Tetragramm für Größe              | TETRAGRAM FOR GREATNESS                   |
| U+1D333 (119603) | 𝌳               | Tetragramm für Erweiterung        | TETRAGRAM FOR ENLARGEMENT                 |
| U+1D334 (119604) | 𝌴               | Tetragramm für Muster             | TETRAGRAM FOR PATTERN                     |
| U+1D335 (119605) | 𝌵               | Tetragramm für Ritual             | TETRAGRAM FOR RITUAL                      |
| U+1D336 (119606) | 𝌶               | Tetragramm für Flucht             | TETRAGRAM FOR FLIGHT                      |
| U+1D337 (119607) | 𝌷               | Tetragramm für Verwüstung         | TETRAGRAM FOR VASTNESS OR WASTING         |
| U+1D338 (119608) | 𝌸               | Tetragramm für Beständigkeit      | TETRAGRAM FOR CONSTANCY                   |
| U+1D339 (119609) | 𝌹               | Tetragramm für Maß                | TETRAGRAM FOR MEASURE                     |
| U+1D33A (119610) | 𝌺               | Tetragramm für Ewigkeit           | TETRAGRAM FOR ETERNITY                    |
| U+1D33B (119611) | 𝌻               | Tetragramm für Einheit            | TETRAGRAM FOR UNITY                       |
| U+1D33C (119612) | 𝌼               | Tetragramm für Verminderung       | TETRAGRAM FOR DIMINISHMENT                |
| U+1D33D (119613) | 𝌽               | Tetragramm für geschl. Mund       | TETRAGRAM FOR CLOSED MOUTH                |
| U+1D33E (119614) | 𝌾               | Tetragramm für Wachsamkeit        | TETRAGRAM FOR GUARDEDNESS                 |
| U+1D33F (119615) | 𝌿               | Tetragramm für Zusammenkunft      | TETRAGRAM FOR GATHERING IN                |
| U+1D340 (119616) | 𝍀               | Tetragramm für Zusammenballung    | TETRAGRAM FOR MASSING                     |
| U+1D341 (119617) | 𝍁               | Tetragramm für Anhäufung          | TETRAGRAM FOR ACCUMULATION                |
| U+1D342 (119618) | 𝍂               | Tetragramm für Verschönerung      | TETRAGRAM FOR EMBELLISHMENT               |
| U+1D343 (119619) | 𝍃               | Tetragramm für Anzweiflung        | TETRAGRAM FOR DOUBT                       |
| U+1D344 (119620) | 𝍄               | Tetragramm für Wachen             | TETRAGRAM FOR WATCH                       |
| U+1D345 (119621) | 𝍅               | Tetragramm für Versinken          | TETRAGRAM FOR SINKING                     |
| U+1D346 (119622) | 𝍆               | Tetragramm für Inneres            | TETRAGRAM FOR INNER                       |
| U+1D347 (119623) | 𝍇               | Tetragramm für Weggang            | TETRAGRAM FOR DEPARTURE                   |
| U+1D348 (119624) | 𝍈               | Tetragramm für Verfinsterung      | TETRAGRAM FOR DARKENING                   |
| U+1D349 (119625) | 𝍉               | Tetragramm für Verdunklung        | TETRAGRAM FOR DIMMING                     |
| U+1D34A (119626) | 𝍊               | Tetragramm für Erschöpfung        | TETRAGRAM FOR EXHAUSTION                  |
| U+1D34B (119627) | 𝍋               | Tetragramm für Trennung           | TETRAGRAM FOR SEVERANCE                   |
| U+1D34C (119628) | 𝍌               | Tetragramm für Hemmung            | TETRAGRAM FOR STOPPAGE                    |
| U+1D34D (119629) | 𝍍               | Tetragramm für Härte              | TETRAGRAM FOR HARDNESS                    |
| U+1D34E (119630) | 𝍎               | Tetragramm für Vervollständigung  | TETRAGRAM FOR COMPLETION                  |
| U+1D34F (119631) | 𝍏               | Tetragramm für Abschluss          | TETRAGRAM FOR CLOSURE                     |
| U+1D350 (119632) | 𝍐               | Tetragramm für Fehlschlag         | TETRAGRAM FOR FAILURE                     |
| U+1D351 (119633) | 𝍑               | Tetragramm für Erschwernis        | TETRAGRAM FOR AGGRAVATION                 |
| U+1D352 (119634) | 𝍒               | Tetragramm für Einverständnis     | TETRAGRAM FOR COMPLIANCE                  |
| U+1D353 (119635) | 𝍓               | Tetragramm für am Rand            | TETRAGRAM FOR ON THE VERGE                |
| U+1D354 (119636) | 𝍔               | Tetragramm für Schwierigkeiten    | TETRAGRAM FOR DIFFICULTIES                |
| U+1D355 (119637) | 𝍕               | Tetragramm für Anstrengung        | TETRAGRAM FOR LABOURING                   |
| U+1D356 (119638) | 𝍖               | Tetragramm für Pflege             | TETRAGRAM FOR FOSTERING                   |

### Widersprüchliches
Die offiziellen englischen Unicodebezeichnungen finden nicht ungeteilte Zustimmung.  Es ist offensichtlich schwierig, für die originale chinesischsprachig beschriebene Bedeutung eine kurze Entsprechung zu finden. Hinzu kommt noch ein Widerspruch, auf den in den offiziellen Texten von Unicode ausdrücklich hingewiesen wird: 
„...Die Namen für die Monogramm- und Digrammsymbole sind nicht korrekte Übersetzungen der üblichen chinesischen Bezeichnungen...“
Die zweifach gebrochene Linie (), als einziges Monogramm vorhanden, gilt laut Unicodebezeichnung zwar für 'Erde', wird aber üblicherweise mit 'Mensch' (人,  rén) assoziiert, während die einfach gebrochene Linie (), obwohl sie hier für 'Mensch' steht, eher als 'Erde' (地,  dī) zu interpretieren sei. 
Unstrittig steht die ungebrochene Linie () für Himmel (天,  tiān).
Mehr dazu ist bei Taixuanjing erläutert.  
Da hier der Unicodeblock beschrieben wird, werden hier auch die Unicodebezeichnungen verwendet, ungeachtet ihrer Fragwürdigkeit. 

### Kombinatorisches
Dieser Unicodeblock enthält zwar ein Monogramm für Erde (), jedoch keine Monogramme für Mensch () oder für Himmel (). 
Es gibt im Unicodeblock die fünf Digramme  
himmlische Erde (),
menschliche Erde (),
irdischer Himmel (), 
irdischer Mensch () und 
irdische Erde (), 
nicht jedoch die ebenfalls denkbaren Kombinationen 
himmlischer Himmel (), 
himmlischer Mensch (), 
menschlicher Himmel () oder 
menschlicher Mensch ().
Es gibt überhaupt keine Trigramme im Tai-Xuan-Jing-System. 
Von allen theoretisch möglichen 120 Symbolen sind mithin 33 (2 Monogramme, 4 Digramme, 33 = 27 Trigramme) nicht als Tai-Xuan-Jing-Symbol definiert. 
Hingegen enthält der Unicodeblock Verschiedene Symbole (2600 bis 26FF) die zwei hier nicht definierten Monogramme für Yīn () und Yáng (), ebenso gibt es dort die Glyphen für jene vier Sìxiàng-Digramme und acht Bāguà-Trigramme, die sich aus den beiden Strichen für Yīn und Yáng bilden lassen. 
Jene 19 Trigramme, an deren Aufbau die zweifach gebrochene Linie () beteiligt wäre, sind in Unicode undefiniert. 
Mehr dazu ist Im Artikel Taixuanjing ausführlich erläutert. 

### Einschränkungen
Symbole mit ähnlicher Bedeutung haben von Unicode Bezeichnungen erhalten, deren semantische Bedeutung sich gelegentlich überschneidet, wie bei (GATHERING, GATHERING IN, MASSING, ACCUMULATION) oder (DARKENING, DIMMING). 
Wenn – wie es hier der Fall ist – für die englischen Unicodebezeichnungen eine kurze deutschsprachige Textentsprechung gesucht wird, statt die ursprünglichen chinesischen Bedeutungen nachzuempfinden, entsteht zwangsläufig eine weitere Vergröberung.  
In manchen Fällen ist eine einfache Übersetzung in die deutsche Sprache sehr ungenau; 
während sich beispielsweise für CHANGE noch die ähnlichen Begriffe Wandel, Wechsel/(Ab)wechslung, (An)änderung, (Aus)tausch anbieten, ließe sich für CONTENTION nicht nur Wettbewerb einsetzen, 
sondern auch Streit, Wortstreit, Wettstreit, Wetteifer; Behauptung.  
Für FOSTERING (nicht fosterage!) stehen Begriffe wie Förderung, Nährung, Pflegung, Begünstigung, Aufzucht. 
AGGRAVATION bedeutet Erschwernis, Verschlimmerung, Verschärfung, Verärgerung.   
So gesehen, sind die hier unter Beschreibung angegebenen Bedeutungen lediglich als jeweils eine von mehreren möglichen Annäherungen zur offiziellen Bezeichnung zu verstehen. 

### Zeichensatz
Falls die verwendeten Schriftarten diese Codepoints nicht unterstützen, können aus dem Internet Zeichensätze heruntergeladen werden, die solche Zeichen enthalten, zum Beispiel enthält der freeware-Font 'CODE2001' auch die Tai-Xuan-Jing-Symbole. 